# Гранит (Новосибирская область)
Грани́т — разъезд и посёлок при нём в Тогучинском районе Новосибирской области. Входит в состав Заречного сельсовета.

## География
Площадь разъезда — 38 гектаров.

## Население
| 2002 | 2007 | 2010 |
| ---- | ---- | ---- |
| 283  | ↘272 | ↘179 |

## Инфраструктура
На разъезде по данным на 2007 год отсутствует социальная инфраструктура.